# Nốt ruồi
Nốt ruồi (melanocytic nevus) là một dạng nevus sắc tố ở da. tổn thương xuất hiện từ nhỏ nhưng cũng có khi lớn lên mới xuất hiện. Vị trí thường ở vùng da hở như ở mặt, cổ, nơi tiếp xúc nhiều với ánh sáng, ngoài ra cũng có thể xuất hiện ở nơi khác. Bệnh có tính chất lành tính. Tuy nhiên với những nốt ruồi ở các vị trí cọ xát nhiều có thể dẫn đến ung thư hắc tố (melanoma), một dạng ung thư da vô cùng ác tính.
Nốt ruồi có lông ở mặt hay ở bất cứ nơi nào khác trên cơ thể đều xoá đi bằng nhiều cách: có thể đốt bằng dao điện cao tần, laser CO2 hay cắt bỏ giống như một khối u thông thường. Nhưng dù làm cách nào, xoá nốt ruồi cũng là một thủ thuật ngoại khoa, nên người thực hiện phải có kiến thức về phẫu thuật thẩm mỹ. Hiểu rõ nguyên tắc vô trùng, kỹ thuật phải được thực hiện trong điều kiện vô trùng tuyệt đối. Nếu kỹ thuật không được thực hiện đúng sẽ để lại hậu quả nhiễm trùng, sẹo xấu, sẹo lõm mang đến hậu quả xấu 
Trong một số trường hợp nếu nốt ruồi quá to, phải tiến hành phẫu thuật để cắt bỏ. Bởi nếu sử dụng kỹ thuật đốt hoặc tẩy thì với nốt ruồi lớn chắc chắn sẽ để lại sẹo lớn. Bác sĩ cần khám và có chỉ định chính xác trong từng trường hợp cụ thể trước khi quyết định phương pháp. Bác sĩ thẩm mỹ cũng biết vị trí cắt nào phải thận trọng và cách phân biệt nốt ruồi bình thường với ung thư tế bào da như thế nào.
Xoá nốt ruồi không sợ độc hay gây bất cứ một biến chứng nào khác nếu kỹ thuật được thực hiện đúng. Sau khi xoá nốt ruồi tổ chức tại chỗ tự phục hồi, một số trường hợp hầu như không thấy dấu vết.
Nốt ruồi thường có thể xuất hiện khi mới sinh ra 

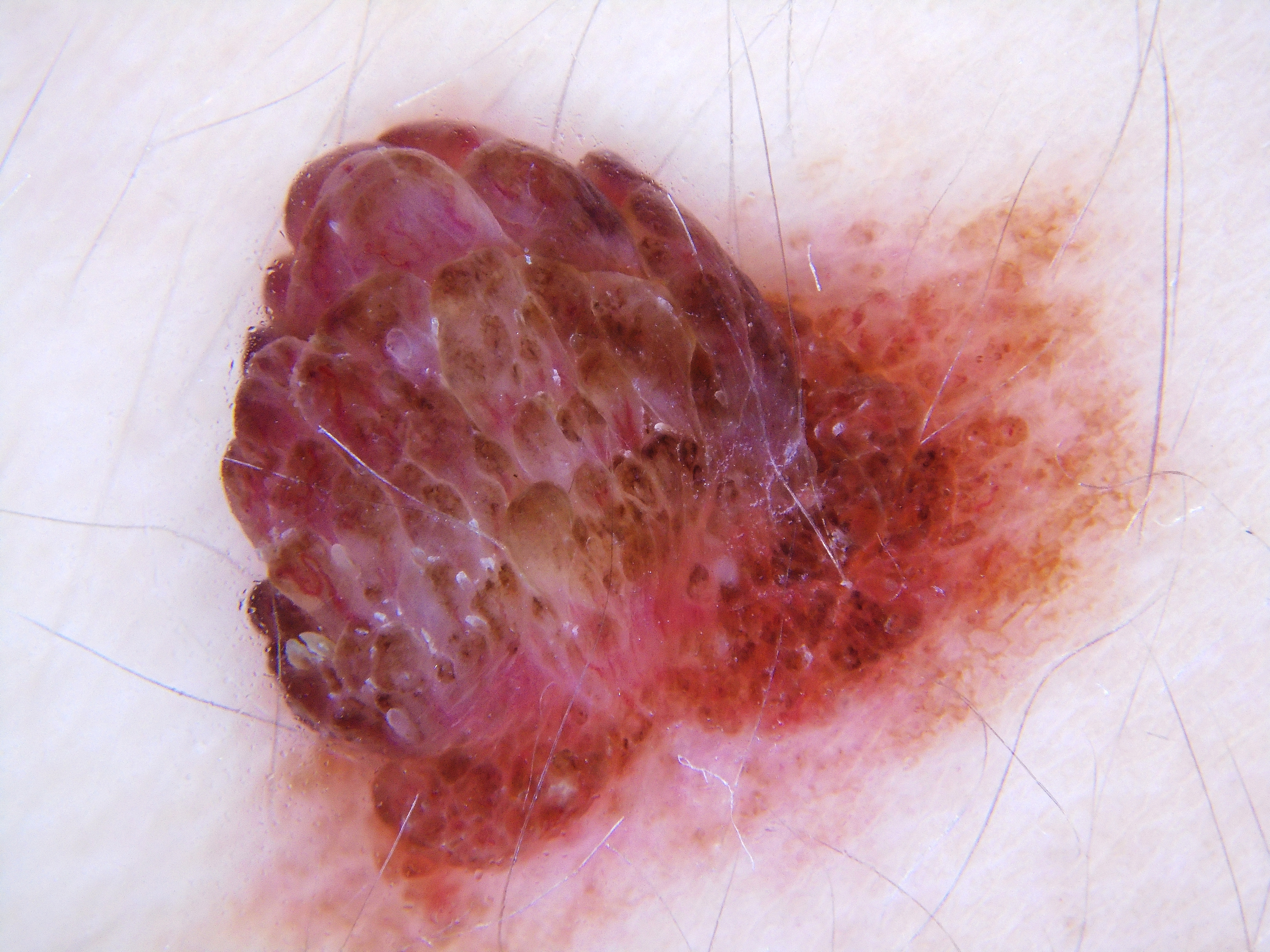
Hình ảnh da liễu